# Zwei Welten (1930)
Zwei Welten ist der Titel der deutschen Version des britischen Tonfilms Two Worlds, die Ewald André Dupont 1930 für die Greenbaum-Film GmbH (Berlin) und British International Pictures Ltd (London) realisierte. Das Drehbuch schrieb Franz Schulz nach einem Entwurf von Norbert Falk. Der Antikriegsfilm erzählt eine tragische Liebesgeschichte zwischen einem jüdischen Mädchen und einem österreichischen Offizier im Ersten Weltkrieg.

## Handlung
Der Film spielt im Kriegsjahr 1917 in einem Schtetl an der polnisch-russischen Grenze.
„In dem von österreichischen Truppen besetzten Ort kommt es zu Gewalttätigkeiten gegen die Juden. Der Sohn des Kommandanten, Oberleutnant von Kaminsky, der Befehl erhalten hat, die Ordnung wiederherzustellen, befreit Esther, die Tochter des jüdischen Uhrmachers Goldscheider, aus den Klauen eines Rohlings. Goldscheiders Sohn Nathan wird im Strassenkampf als Unbeteiligter getötet. Sein Vater lässt sich dazu hinreissen, den Offizier zu schmähen und tätlich anzugreifen. Sein Groll verschärft sich, als ihm der Offizier wegen des tätlichen Angriffs fünf Tage Arrest zudiktiert.
In den folgenden Nacht müssen die Österreicher die Stadt räumen. Oberleutnant v. Kaminski, der die Nacht mit einer Soubrette des Fronttheaters in einem Gasthaus zugebracht hat, gewahrt beim Erwachen den Einzug der Russen. Bei dem Versuch, sich durchzuschlagen, tötet er einen der Feinde, wird aber selbst vom Pferde geschossen und bleibt verwundet vor dem Hause Goldscheiders liegen. Esther bringt den Ohnmächtigen ins Haus und verbirgt ihn unter Mithilfe ihres Vaters vor den nachforschenden Russen, der ihn für seinen Sohn Nathan ausgibt. Zwischen dem Offizier und Esther entspinnt sich ein Liebesverhältnis.
Goldscheider denunziert den Offizier bei dem russischen Ortskommando, um seine Tochter zu retten. Das Schreiben gerät, da die Russen inzwischen wieder abgezogen sind, in die Hände des österreichischen Obersten. Der Oberleutnant besteht dem Obersten, seinem Vater, gegenüber auf der Heirat. Erst als der Oberst droht, den Vater der Jüdin auf Grund des Briefes aburteilen und standrechtlich erschiessen zu lassen, verzichtet der Oberleutnant auf die Geliebte.“
(Angaben nach: Film-Oberprüfstelle Nr. 953, 16.Okt. 30)

## Hintergrund

### Produktion
Der Film war eine deutsch-britische Gemeinschaftsproduktion der Firmen Greenbaum-Film GmbH (Berlin) und British International Pictures Ltd. (BIP) (London) und entstand in den Elstree-Studios in London. Gedreht wurden drei Sprachfassungen: Deutsch (Zwei Welten), Englisch (Two Worlds) und Französisch (Les deux mondes). Die Dialoge der englischen Originalfassung adaptierte Miles Malleson unter der Aufsicht von Regisseur Dupont.
Die Gesamtleitung hatte Produzent Hermann Millakowsky, die Produktionsleitung lag in den Händen von E. A. Dupont und Georg Witt. Aufnahmeleiter waren Fritz Grossmann und John Harlow. Die Photographie besorgten Charles Rosher und Mutz Greenbaum, die Tonaufnahmen machte Alec Murray. Die Filmbauten errichtete Alfred Junge. Die Kostüme entwarf Edith Glück, Maskenbildner war Martin Gericke. Emile de Ruelle schnitt den Film.
In Deutschland wurde Zwei Welten durch die Bayerische Filmgesellschaft m.b.H., in Österreich durch die Lux-Film Wien verliehen.
Für Kinotheater, die noch nicht auf Tonfilmapparaturen umgestellt hatten, war auch eine stumme Fassung mit Zwischentiteln im Verleih.

### Filmmusik
Die Filmmusik bestand aus Beiträgen von Victor Hollaender, Robert Stolz, Otto Stransky und Artur Marcell Werau. Die Liedtexte verfassten Menne Freudenberg, Julius Freund, Felix Josky, Fritz Grünbaum und Fritz Löhner-Beda.
- Annemarie [auch „Im Feldquartier auf hartem Stein“][8][9]  (Musik: Victor Hollaender, Text: Julius Freund)
- Fliegermarsch aus „Der fliegende Rittmeister“ (1912) (Musik: Hermann Dostal)
- Ich hab ka Geld in meinem Kasten (Musik: Otto Stransky, Text: Felix Josky)
- Ich kenn’ einen schüchternen jungen Mann (Musik: Otto Stransky, Text: Menne Freudenberg)
- Má roztomilá [„Meine Liebste“: czech. Volkslied]
- Rosa, wir fahren nach Lodz (Musik: Arthur M. Werau, Worte von Fritz Löhner-Beda)
- Wir gehen im Zug Mann für Mann [Russisches Soldatenlied][10]

Der Tenor Leo Monosson, der im Film auch in der Rolle eines österreichischen Soldaten mitwirkte, nahm das Lied „Annemarie“ von Victor Hollaender und Julius Freund 1930 mit Begleitung durch das Orchester von Paul Godwin bei der Deutschen Grammophon auf.

### Zensur
Der Film lag der Reichsfilmzensur in einer Länge von zehn Akten gleich 2582 Metern am 5. Juli 1930 (Zensur-Nr. M.00526) und erneut am 20. Oktober 1930 (Zensur-Nr. M.03676) bei der Filmprüfstelle München vor und wurde mit Jugendverbot belegt. Die Filmoberprüfstelle verbot mit Datum vom 2. August 1930 unter der Nr. O.00758 zwei Aushangbilder, die „eine Frau im kurzen Spitzenhemd in Gesellschaft eines jungen Offiziers“ zeigen, während „im Hintergrund ein Bett“ zu sehen ist. Der Verbotsgrund war, dass „durch den Gesichtsausdruck der dargestellten Personen und durch die Nähe des Bettes eine geschlechtliche Note“ entstehe, die „geeignet ist, die Phantasie jugendlicher Zuschauer auf das Geschlechtliche hinzulenken und damit zu überreizen.“ Weitere Vorlagen bei der Zensurstelle am 30. August 1930 unter der Nr. M.03630 und am 16. Oktober 1930 unter der Nr. M.03630 bekräftigten das Jugendverbot, das durch die Filmoberprüfstelle unter der Nr. O.00952 bestätigt wurde.
Seine Uraufführung erlebte Zwei Welten am 16. September 1930 in Berlin im Kinopalast Capitol.
In Österreich wurde der Film am 30. Oktober 1930 in Wien im Opern-, Imperial-, Busch- & Maria-Theresien-Kino uraufgeführt.
Ein im Auftrag der SPD von Werner Hochbaum gedrehter kurzer Dokumentarfilm zu den Reichstagswahlen am 14. September 1930 hieß ebenfalls „Zwei Welten“.

## Rezeption
- E.A. Duponts Zwei Welten. In: Illustrierter Film-Kurier (Wien), Film-Propaganda Ges. m.b.H., Nr. 96, 1930, S. 8.

- K. R.: „Zwei Welten“. Duponts Tonfilm im Capitol. In: 8 Uhr-Abendblatt, Nr. 217, 17. September 1930.[15]

Ähnlich wie Lewis Milestones Verfilmung von Erich Maria Remarques Im Westen nichts Neues, die rechtsgerichtete Kritiker als „Film der deutschen Niederlage“ brandmarkten, wurde auch Zwei Welten wegen seiner „judenfreundlichen und antimilitaristischen Tendenz“ nach der Uraufführung vor allem von völkisch-nationalistischen Kreisen stark angegriffen. Die gesamte NS-Presse „ließ an dem Film kein gutes Haar“.
Wilhelm Frick, seit 23. Januar 1930 Staatsminister für Inneres und Volksbildung im Land Thüringen, der die Aufführung von Im Westen nichts Neues dort noch vor dem allgemeinen Aufführungsverbot durch die Filmoberprüfstelle am 11. Dezember 1930 verbieten ließ, hatte auch schon für Zwei Welten ein Verbot zu erwirken versucht, war damit allerdings nicht durchgedrungen.
Nach der „Machtergreifung“ der Nationalsozialisten wurde der Film dann im April 1933 verboten.
Der seit 1928 vom Mussolini-Regime gefangen gesetzte italienische Kommunist Antonio Gramsci äußerte sich in Briefen, die er aus der Haft an Tatjana Schucht (1887–1943), die Schwester seiner russischen Ehefrau, schrieb, mehrfach über den Film.

## Tondokumente
- Schallplatte „Grammophon“ 23 513 / B 43 280 (Matr. 1066 ½ BT) Annemarie. Lied a.d. Tonfilm “Zwei Welten” (V. Hollaender – J. Freund) Leo Monosson, Tenor, mit Paul-Godwin-Tanz-Orchester.

- Schallplatte „Grammophon“ 24 097 (C 40 919) Ich hab’ kein Geld im Kasten. Lied und Slowfox (M: Otto Stransky/T: Felix Josky) Anna Royak, Sängerin (Sopran)[23]

- Tri-Ergon Photo-Electro-Record T.E.5955 (Matr. 03296) Ich kenn’ einen schüchternen jungen Mann. Tango aus dem Tonfilm „Zwei Welten“ (Musik: Otto Stransky, Text: Menne Freudenberg) Tango-Kapelle Morello [d. i. Géza Komor]

- Ultraphon A 595 (Matr. 15 145) Ich kenn’ einen schüchternen jungen Mann. Tango aus dem Tonfilm „Zwei Welten“ (Musik von Otto Stransky, Text von Freudenberg) Juan Llossas mit seinem Orchester. Refraingesang: Greta Keller

## Filmplakat, Filmprogramm
- Plakat der Lux-Film Koppelmann & Reiter, Wien zur Uraufführung des Films ab 30. Oktober 1930 in Wien, Opern-, Imperial-, Busch- & Maria-Theresien-Kino. Entwurf Atelier Hans Neumann, Österreich 1930. Druck Münster & Co., Wien. Größe ca. 280,5 × 126 cm.[24]

- Filmplakat „Two Worlds“ (Ohne Text; mehrsprachig produzierter Film)[25]

- Illustrierter Film-Kurier Nr. 96[26]